# Długi Marsz 4B
Długi Marsz 4B (także Chang Zheng 4B, CZ-4B, chin. trad.: 長征系列運載火箭; chin. upr.: 长征系列运载火箭; pinyin: Chángzhēng xìliè yùnzài huǒjiàn; ang. Long March 4B) – chińska trójstopniowa rakieta nośna z rodziny rakiet Długi Marsz. Wszystkie jej człony napędzane są mieszaniną UDMH i tetratlenkiem diazotu. Głównym zadaniem tej rakiety jest umieszczanie satelitów na orbitach synchronicznych ze Słońcem, rzadziej na niskich orbitach okołoziemskich.
CZ-4B może być wyposażona w dwa rodzaje osłon aerodynamicznych: typ A o średnicy 2,360 m, typ B o średnicy 2,900 m.

## Chronologia lotów
1. 10 maja 1999, 01:33 GMT; s/n Y2 (56); miejsce startu: kosmodrom Taiyuan (LC1), Chiny
Ładunek: Feng Yun 1C; Uwagi: start udany
2. 14 października 1999, 03:15 GMT; s/n Y1 (58); miejsce startu: kosmodrom Taiyuan (LC1), Chiny
Ładunek: CBERS 1, SACI 1; Uwagi: start udany
3. 1 września 2000, 03:25 GMT; s/n Y3 (62); miejsce startu: kosmodrom Taiyuan (LC1), Chiny
Ładunek: Zi Yuan 2; Uwagi: start udany
4. 15 maja 2002, 01:50 GMT; s/n Y5 (67); miejsce startu: kosmodrom Taiyuan (LC1), Chiny
Ładunek: Hai Yang 1, Feng Yun 1D; Uwagi: start udany
5. 27 października 2002, 03:17 GMT; s/n Y6 (68); miejsce startu: kosmodrom Taiyuan (LC1), Chiny
Ładunek: Zi Yuan 2B; Uwagi: start udany
6. 21 października 2003, 03:16 GMT; s/n Y4 (72); miejsce startu: kosmodrom Taiyuan (LC1), Chiny
Ładunek: Zi Yuan 1B, Chuang Xin 1; Uwagi: start udany
7. 8 września 2004, 23:14 GMT; s/n Y7 (79); miejsce startu: kosmodrom Taiyuan (LC1), Chiny
Ładunek: Shi Jian 6A, Shi Jian 6B; Uwagi: start udany
8. 6 listopada 2004, 03:10 GMT; s/n Y8 (82); miejsce startu: kosmodrom Taiyuan (LC1), Chiny
Ładunek: Zi Yuan 2C; Uwagi: start udany
9. 23 października 2006, 23:34 GMT; s/n Y10 (92); miejsce startu: kosmodrom Taiyuan (LC1), Chiny
Ładunek: Shi Jian 6A, Shi Jian 6B, Shi Jian 6C, Shi Jian 6D; Uwagi: start udany
10. 19 września 2007, 03:16 GMT; s/n Y17 (102); miejsce startu: kosmodrom Taiyuan (LC1), Chiny
Ładunek: Zi Yuan 1B2; Uwagi: start udany
11. 25 października 2008, 01:15 GMT; s/n Y22 (110); miejsce startu: kosmodrom Taiyuan (LC1), Chiny
Ładunek: Shi Jian 6-3A, Shi Jian 6-3B; Uwagi: start udany
12. 15 grudnia 2008, 03:22 GMT; s/n Y20 (114); miejsce startu: kosmodrom Taiyuan (LC1), Chiny
Ładunek: Yaogan 5; Uwagi: start udany
13. 6 października 2010, 00:49:05 GMT; s/n Y23; miejsce startu: kosmodrom Taiyuan (LC1), Chiny
Ładunek: Shi Jian 6-4A, Shi Jian 6-4B; Uwagi: start udany
14. 15 sierpnia 2011, 22:57 GMT; s/n Y14; miejsce startu: kosmodrom Taiyuan (LC2), Chiny
Ładunek: Hai Yang 2A; Uwagi: start udany
15. 9 listopada 2011, 03:21:05 GMT; s/n Y21; miejsce startu: kosmodrom Taiyuan (?), Chiny
Ładunek: Yaogan 12, Tian Xun-1; Uwagi: start udany
16. 22 grudnia 2011, 03:26:14 GMT; s/n Y15; miejsce startu: kosmodrom Taiyuan (LC9), Chiny
Ładunek: Zi Yuan 1-2C; Uwagi: start udany
17. 9 stycznia 2012, 03:17:10 GMT; s/n Y26; miejsce startu: kosmodrom Taiyuan (LC9), Chiny
Ładunek: Zi Yuan 3A, VesselSat 2; Uwagi: start udany
18. 10 maja 2012, 07:06:04 GMT; s/n Y12; miejsce startu: kosmodrom Taiyuan (LC9), Chiny
Ładunek: Yaogan 14; Uwagi: start udany
19. 25 października 2013, 03:50 GMT; s/n Y25; miejsce startu: kosmodrom Jiuquan (LC43/603), Chiny
Ładunek: Shijian 16; Uwagi: start udany
20. 9 grudnia 2013, 03:26 GMT; s/n Y10; miejsce startu: kosmodrom Taiyuan (LC9), Chiny
Ładunek: CBERS 3; Uwagi: start nieudany
21. 19 sierpnia 2014, 03:15 GMT; s/n Y27; miejsce startu: kosmodrom Taiyuan (LC9), Chiny
Ładunek: Gaofen 2, BRITE-PL2 "Heweliusz"; Uwagi: start udany
22. 8 września 2014, 03:22 GMT; s/n Y28; miejsce startu: kosmodrom Taiyuan (LC9), Chiny
Ładunek: Yaogan 21, Tiantuo 2; Uwagi: start udany
23. 7 grudnia 2014, 03:26 GMT; s/n Y32; miejsce startu: kosmodrom Taiyuan (LC9), Chiny
Ładunek: CBERS-4; Uwagi: start udany
24. 27 grudnia 2014, 03:22 GMT; s/n Y29; miejsce startu: kosmodrom Taiyuan (LC9), Chiny
Ładunek: Yaogan 26; Uwagi: start udany
25. 26 czerwca 2015, 06:22 GMT; s/n Y30; miejsce startu: kosmodrom Taiyuan (LC9), Chiny
Ładunek: Gaofen 8; Uwagi: start udany
26. 8 listopada 2015, 07:06 GMT; s/n Y24; miejsce startu: kosmodrom Taiyuan (LC9), Chiny
Ładunek: Yaogan 28; Uwagi: start udany
27. 30 maja 2016, 03:17 GMT; s/n Y33; miejsce startu: kosmodrom Taiyuan (LC9), Chiny
Ładunek: Zi Yuan 3 02, ÑuSat-1, ÑuSat-2; Uwagi: start udany
28. 29 czerwca 2016, 03:21 GMT; s/n Y35; miejsce startu: kosmodrom Jiuquan (LC43/603), Chiny
Ładunek: Shijian 16-02; Uwagi: start udany
29. 15 czerwca 2017, 03:00 GMT; s/n ?; miejsce startu: kosmodrom Jiuquan (LC43/603), Chiny
Ładunek: Hard X-ray Modulation Telescope, OVS-1A, OVS-1B, ÑuSat-3; Uwagi: start udany
30. 31 lipca 2018, 03:00 GMT; s/n Y30; miejsce startu: kosmodrom Taiyuan (LC9), Chiny
Ładunek: Gaofen 11; Uwagi: start udany